# گیورکی تنادزه
گیورکی تنادزه (گرجی: გიორგი თენაძე؛ زادهٔ ۲۴ مهٔ ۱۹۶۲) جودوکار گرجی‌تبار اهل شوروی بود.